# Масајска жирафа
Масајска жирафа (лат. Giraffa camelopardalis tippelskirchi) је једна од 9 подврста жирафе. Насељава Танзанију и Кенију. Мрље на крзну су јој тамне на жућкастој подлози, са зупчастим ивицама и имају облик листа винове лозе. Мужјаци могу бити високи и преко 6 метара, па је то највиша подврста жирафе.